# 馬學禮 (武術家)
馬學禮、回族，河南洛陽人。河南派形意拳的開山祖師。
馬學禮年少時曾習查拳，得知姬際可《神拳》拳法的神妙，但因為姬傳藝十分保守，故馬假裝啞巴，混入姬家作僕人。偷學其武功三年。一次練拳時被姬發覺。馬雙膝跪地，並自述來歷及偷拳經過。姬嘉許其志，並把其拳法的要訣悉數傳授。馬成為姬氏武術的真傳弟子。
馬學禮藝成後回河南。由於當時清統治者的民族分化政策，令回漢兩族矛盾不斷。所以回族的心意六合拳不會授武與漢人，只傳給回民。馬學禮的弟子中得其髓者有馬三元、張志誠、馬興，三人均為回族。
戴龙邦(汉族)曾尊师命赴师叔马学礼处深造。马学礼口述拳谱，戴龙邦抄录并作《心意六合拳序》。